# Défi de Monte-Cristo
Pour les articles homonymes, voir Montecristo (homonymie).

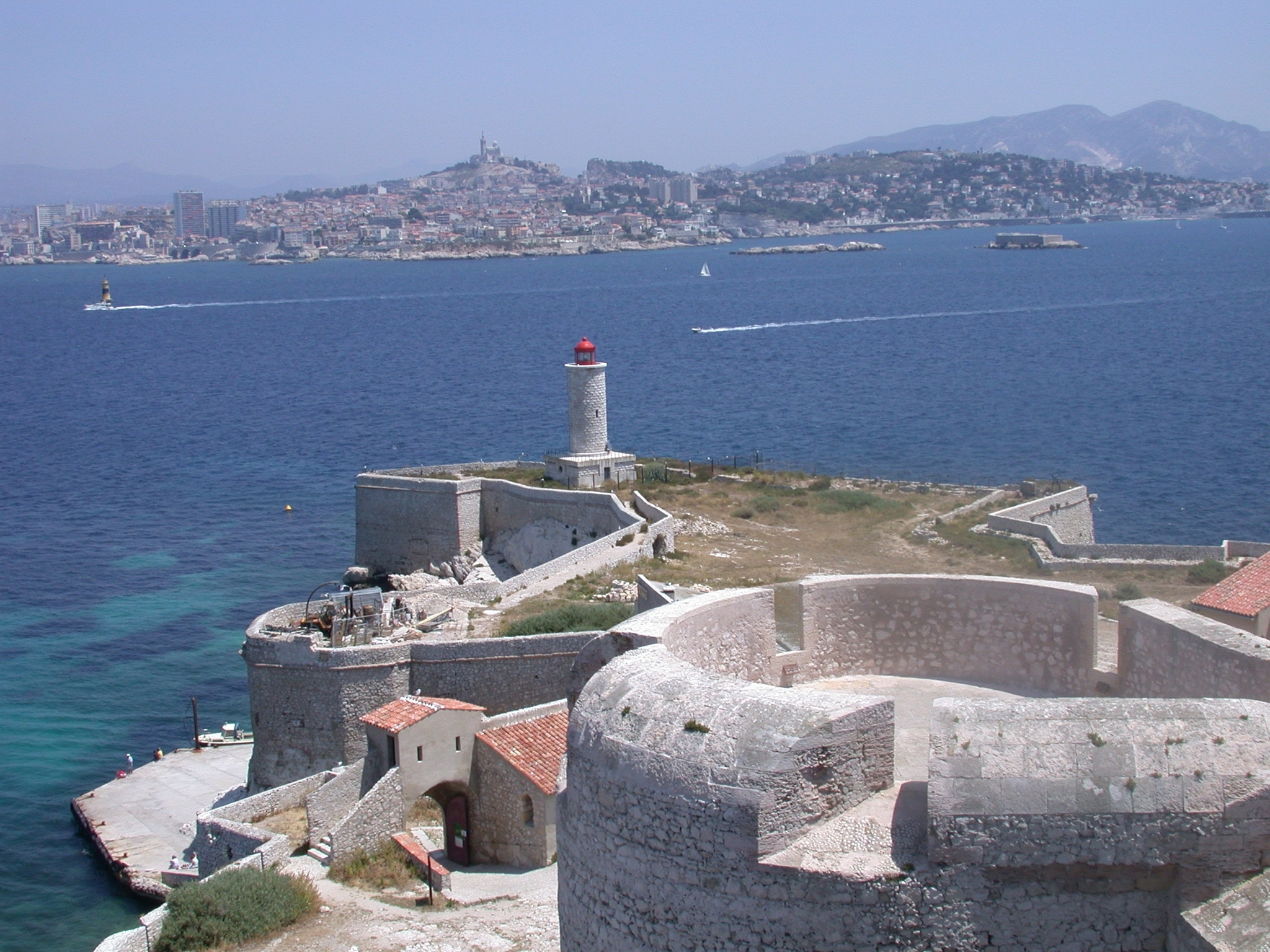
Vue de Marseille depuis le château d'If

Le Défi de Monte-Cristo est un évènement sportif de nage en eau libre sur longue distance, créé en 1999, comportant notamment une traversée de 5 kilomètres en mer entre le château d'If et une plage du Prado à Marseille (France). Ouverte aux nageurs professionnels et amateurs, le défi comporte des épreuves de natation et de nage avec palmes. Rassemblant plusieurs milliers de compétiteurs, cet évènement est parfois considéré comme le plus grand rassemblement de nageurs en eau libre d'Europe.